# ایرانیان عمان
ایرانیان عمان به شهروندان ایرانی گفته میشود که در عمان سکونت دارند. طبق اعلام سفیر ایران در عمان در ماه سپتامبر ۲۰۲۳، جمیعت کسانی که با گذرنامه ایرانی در عمان ساکن هستند بیش از ۱۵ هزار نفر میباشد.
ایرانی‌تبارانی از قوم های بلوچ و اچم از گذشته های دور به این کشور مهاجرت کرده اند و اکنون از شهروندان کشور عمان هستند، آنها حدود ۴۰٪ از جمیعت شهروندان عمان را تشکیل داده اند. کشور عمان در سال ۲۰۲۴ حدود ۵/۲۸ میلیون نفر جمیعت داشته، که از این تعداد ۲٫۹۴۱۸۹۸ (۵۷٪) نفر شهروند عمان و ۲٫۲۳۰٫۵۷۴ (۴۳٪) نفر اتباع خارجی بودند .